# Karmakła
Karmakła (ros. Кармакла) – wieś (dieriewnia) w Rosji, w obwodzie nowosybirskim, w rejonie barabińskim. W 2010 liczyła 427 mieszkańców.